# Liste der Kulturdenkmale in Witzwort
In der Liste der Kulturdenkmale in Witzwort sind alle Kulturdenkmale der schleswig-holsteinischen Gemeinde Witzwort (Kreis Nordfriesland) und ihrer Ortsteile aufgelistet (Stand: 10. März 2025).

## Legende
In den Spalten befinden sich folgende Informationen:
- Objekt-ID: die Nummer des Kulturdenkmales
- Lage: die Adresse des Kulturdenkmales und die geographischen Koordinaten. Kartenansicht, um Koordinaten zu setzen. In der Kartenansicht sind Kulturdenkmale ohne Koordinaten mit einem roten Marker dargestellt und können in der Karte gesetzt werden. Kulturdenkmale ohne Bild sind mit einem blauen Marker gekennzeichnet, Kulturdenkmale mit Bild mit einem grünen Marker.
- Offizielle Bezeichnung: Bezeichnung des Kulturdenkmales
- Beschreibung: die Beschreibung des Kulturdenkmales
- Bild: ein Bild des Kulturdenkmales

## Sachgesamtheiten
| Objekt-ID      | Lage                                                      | Offizielle Bezeichnung | Beschreibung | Bild                             |
| -------------- | --------------------------------------------------------- | ---------------------- | --- | -------------------------------- |
| 40665 Wikidata | Dorfstraße 6a, Glockensteg 1 (54° 23′ 59″ N, 8° 59′ 6″ O) | Kirche St. Marien      | Aktualisierung vorgesehen - Begründung: geschichtlich, künstlerisch, städtebaulich, Kulturlandschaft prägend - Schutzumfang: Kirche St. Marien mit Ausstattung, Glockenhaus, Kirchhof, Grabmale bis 1870, Erdgruft südlich der Kirche (Dorfstraße 6 a); Pastorat (Glockensteg 1) | weitere Fotos \| Fotos hochladen |

## Bauliche Anlagen
| Objekt-ID      | Lage                                                         | Offizielle Bezeichnung            | Beschreibung | Bild                             |
| -------------- | ------------------------------------------------------------ | --------------------------------- | --- | -------------------------------- |
| 2806 Wikidata  | Dorfstraße 6a (54° 23′ 59″ N, 8° 59′ 6″ O)                   | Kirche St. Marien mit Ausstattung | Alteintragung (Aktualisierung vorgesehen) - Begründung: geschichtlich, künstlerisch, städtebaulich - Schutzumfang: Kirche St. Marien mit Ausstattung, Glockenhaus - Denkmaltyp: Bauliche Anlage, Sachgesamtheit: Kirche St. Marien | weitere Fotos \| Fotos hochladen |
| 2322           | Dorfstraße 35 (54° 24′ 13″ N, 8° 58′ 54″ O)                  | Wohn- und Wirtschaftsgebäude      | Wohn- und Wirtschaftsgebäude; wohl 1886; eingeschossiger Backsteinbau unter Reetdach mit östlichen Wohnteil und westlichem Wirtschaftsteil, Fassade des Wohnteils mit Zwerchhaus, an diesem Inschriftenplatte und Zierschnitzwerk - Begründung: geschichtlich, städtebaulich, Kulturlandschaft prägend - Schutzumfang: gesamtes Objekt - Denkmaltyp: Bauliche Anlage                                                                    | BW                               |
| 2323           | Dorfstraße 39 (54° 24′ 17″ N, 8° 58′ 51″ O)                  | Uthländisches Haus                | Uthländisches Haus; um 1820; eingeschossiger Backsteinbau unter Reetdach, Wohnteil mit Zwerchhaus an Südfassade, Wirtschaftsteil westlich im Winkel anschließend - Begründung: geschichtlich, städtebaulich, Kulturlandschaft prägend - Schutzumfang: Uthländisches Haus - Denkmaltyp: Bauliche Anlage | BW                               |
| 4866 Wikidata  | Flöhdorfer Weg 4 (54° 23′ 55″ N, 9° 0′ 28″ O)                | Haubarg „Janssenhof“              | Haubarg "Janssenhof"; 1838; reetgedeckter, eingeschossiger Sichtziegelbau, Wohnteil nach Süden in der Art eines Kreuzhauses mit Krüppelwalmen und Backengiebel, im Inneren bauzeitliches Holzständer- und Fachwerkgerüst; auf großem Warfthügel umgeben von einem ringförmigen Warftgraben - Begründung: geschichtlich, Kulturlandschaft prägend - Schutzumfang: Haubarg "Janssenhof", Warft, Warftgraben - Denkmaltyp: Bauliche Anlage | BW                               |
| 2324 Wikidata  | Glockensteg 1 (54° 24′ 2″ N, 8° 59′ 1″ O)                    | Pastorat                          | Alteintragung (Aktualisierung vorgesehen) - Begründung: geschichtlich, künstlerisch, städtebaulich - Schutzumfang: Alteintragung (Aktualisierung vorgesehen) - Denkmaltyp: Bauliche Anlage, Sachgesamtheit: Kirche St. Marien | BW                               |
| 2328           | Mühlendeich 4 (ggf. Am Sand 4) (54° 25′ 14″ N, 8° 57′ 56″ O) | „Zum Sandkrug“                    | Gasthof „Zum Sandkrug“; 1907; eingeschossiger, traufständiger Backsteinbau mit geputzter Fassade unter Satteldach, Mauerwerk durch Backsteinfriese belebt, Zwerchhaus über Mittelachse, an der Nordseite zweigeschossiger Querbau mit Ausspann - Begründung: geschichtlich, Kulturlandschaft prägend - Schutzumfang: gesamtes Objekt - Denkmaltyp: Bauliche Anlage                                                                      | BW                               |
| 29205          | Reimersbude 12 (54° 22′ 53″ N, 9° 0′ 24″ O)                  | Wohn- und Wirtschaftsgebäude      | Wohn- und Wirtschaftsgebäude; 1867, in Teilen möglicherweise älter; eingeschossiger Backsteinbau unter Reetdach, traufständiges Wohnhaus mit schmalem Verbindungstrakt und parallelem Stallgebäude - Begründung: geschichtlich, Kulturlandschaft prägend - Schutzumfang: gesamtes Objekt - Denkmaltyp: Bauliche Anlage | BW                               |
| 2327 Wikidata  | Sand 5 (54° 25′ 30″ N, 8° 58′ 0″ O)                          | Roter Haubarg                     | Alteintragung (Aktualisierung vorgesehen) - Begründung: Alteintragung (Aktualisierung vorgesehen) - Schutzumfang: Alteintragung (Aktualisierung vorgesehen) - Denkmaltyp: Bauliche Anlage | Fotos hochladen                  |
| 2326 Wikidata  | Siethwende 7 (54° 23′ 34″ N, 8° 58′ 50″ O)                   | Ehemalige Landstelle              | ehem. Landstelle; von 1875; freistehender eingeschossiger Halbwalmdachbau mit östlichem Vollwalm, Backengiebel und angesetztem Gewölbekeller, mit Ziegelfassade und Reetdeckung - Begründung: geschichtlich, Kulturlandschaft prägend - Schutzumfang: gesamtes Objekt - Denkmaltyp: Bauliche Anlage | BW                               |
| 41932 Wikidata | Süden 12 (54° 23′ 33″ N, 8° 59′ 3″ O)                        | Haubarg Thoms                     | Haubarg mit separatem Vörhus; Vörhus als eingeschossiger Ziegelbau mit Halbwalmdach und mittigem Backengiebel - Begründung: geschichtlich, Kulturlandschaft prägend - Schutzumfang: gesamtes Objekt - Denkmaltyp: Bauliche Anlage | BW                               |
| 687 Wikidata   | Süden 16 (54° 23′ 29″ N, 8° 58′ 47″ O)                       | Haubarg Grage-Hof                 | Alteintragung (Aktualisierung vorgesehen) - Begründung: Alteintragung (Aktualisierung vorgesehen) - Schutzumfang: Alteintragung (Aktualisierung vorgesehen) - Denkmaltyp: Bauliche Anlage | BW                               |
| 11249 Wikidata | Süden 20 (54° 23′ 18″ N, 8° 58′ 35″ O)                       | Wohn- und Wirtschaftsgebäude      | Wohn- und Wirtschaftsgebäude; 2. Hälfte 19. Jh.; freistehendes eingeschossiges Halbwalmdachgebäude mit Giebelrisalit und Durchfahrt, Backsteinfassade mit Eisenankern, im Inneren bauzeitliches Zubehör und historischer Grundriss - Begründung: geschichtlich, Kulturlandschaft prägend - Schutzumfang: gesamtes Objekt - Denkmaltyp: Bauliche Anlage                                                                                  | BW                               |

## Gründenkmale
| Objekt-ID      | Lage                                       | Offizielle Bezeichnung | Beschreibung | Bild            |
| -------------- | ------------------------------------------ | ---------------------- | --- | --------------- |
| 19540 Wikidata | Dorfstraße 6a (54° 23′ 58″ N, 8° 59′ 7″ O) | Kirchhof               | Alteintragung (Aktualisierung vorgesehen) - Begründung: geschichtlich, Kulturlandschaft prägend - Schutzumfang: Kirchhof, Grabmale bis 1870, Erdgruft südlich der Kirche - Denkmaltyp: Gründenkmal, Sachgesamtheit: Kirche St. Marien | BW              |
| 9717 Wikidata  | Sand 5 (54° 25′ 28″ N, 8° 58′ 3″ O)        | Parkanlage             | Alteintragung (Aktualisierung vorgesehen) - Begründung: geschichtlich, Kulturlandschaft prägend - Schutzumfang: Parkanlage, mittlerer Kanal, Graben um die Warft, Lindenallee - Denkmaltyp: Gründenkmal                               | Fotos hochladen |

## Quelle
- Liste der Kulturdenkmale in Schleswig-Holstein – Kreis Nordfriesland (PDF)

- Karte mit allen Koordinaten:
- OSM |
- WikiMap